# Dani García
Daniel 'Dani' García Carrillo (Zumarraga, 24 de maio de 1990) é um futebolista profissional espanhol que atua como meia. Atualmente joga pelo Olympiacos.

## Carreira
Dani García começou a carreira no Real Sociedad.

## Títulos
Athletic Bilbao
- Supercopa da Espanha: 2020-21
- Copa do Rei: 2023–24